# Браун, Ларри (легкоатлет)
Ларри Браун (англ. Larry Brown; род. 23 марта 1951) — американский легкоатлет, специалист по бегу на короткие дистанции. Входил в число сильнейших спринтеров США в первой половине 1970-х годов, чемпион Панамериканских игр в Мехико и Универсиады в Москве, победитель и призёр первенств национального значения.

## Биография
Ларри Браун родился 23 марта 1951 года.
Будучи студентом, в 1973 году представлял США на Универсиаде в Москве — в программе эстафеты 4 × 100 метров вместе с соотечественниками Томасом Уотли, Уорделлом Гилбретом и Стивом Риддиком превзошёл всех соперников в финале и завоевал золотую награду.
В 1975 году в 200-метровой дисциплине выиграл бронзовую медаль на чемпионате США в Юджине. Бежал 100 и 200 метров в матчевой встрече со сборной СССР в Киеве. Попав в основной состав американской национальной сборной, выступил на Панамериканских играх в Мехико — в индивидуальном беге на 200 метров с результатом 20,69 стал серебряным призёром, уступив только представителю Гайаны Джеймсу Джилксу, тогда как в эстафете 4 × 100 метров совместно с Клэнси Эдвардсом, Дональдом Мерриком и Биллом Коллинзом одержал победу.